# Francisco Pérez Castañón
Francisco Pérez Castañón (Valderas, c. 1836-Barcelona, 10 de mayo de 1934) fue un funcionario, agricultor y empresario español de Guinea Ecuatorial.
En España había militado en carlismo. Funcionario de Gobernación, llegó a la isla de Fernando Póo (en aquel momento colonia española) en 1888, donde instaló una factoría. Obtuvo una concesión de 60 hectáreas cultivables en Basiné, a 12 kilómetros de Santa Isabel. Plantó el primer cacaotal en la isla y la finca se denominó «La Valderense», como homenaje a su pueblo. Allí nació la que sería, junto con el café, la principal producción de la isla en la primera mitad del siglo xx. La factoría «Francisco Pérez e hijo» fundada por él perduró después de su muerte.